# Fernando de Liñán y Zofio
Fernando de Liñán y Zofio (Madrid, 19 d'abril de 1930 - 27 d'abril de 2011) fou un polític espanyol, ministre durant els darrers anys del franquisme.

## Biografia
Llicenciat en Ciències Exactes i en Ciències Econòmiques. El 1959 treballà com a professor a l'Escola Nacional d'Administració Pública i en la secretaria general tècnic de la Presidència del Govern. Posteriorment fou subsecretari general de la Comissaria del Plan de Desarrollo, i el 1965 en fou nomenat director general. El 1967 fou nomenat procurador en Corts com a Consejero Nacional. Fou nomenat Director general de Política Interior i Assistència Social en 1969. En juny de 1973 Luis Carrero Blanco el va incorporar al seu gabinet com a ministre d'Informació i Turisme, tot i que d'antuvi tenia pensat donar-li la cartera de Governació. Després de la mort de Carrero Blanco és destituït i passaria a ocupar la presidència d'Aviaco. Després va exercir la seva activitat a l'empresa privada.
Havia estat nomenat Orde del Sant Sepulcre de Jerusalem i havia rebut la Creu de Carles III.